# Jack and Old Mac
Pour plus de détails, voir Fiche technique et Distribution.
Jack and Old Mac est un court métrage d'animation américain réalisé par Bill Justice pour Walt Disney Productions, sorti le 18 juillet 1956.

## Synopsis
Ce film mêle deux comptines : La maison de Jack et la ferme du vieux McDonald mais la ferme est ici remplacée par un groupe de musique.

## Fiche technique
- Titre original : Jack and Old Mac
- Autres titres[2] :
  - Suède : Symfoni på stallbacken
- Réalisateur : Bill Justice
- Scénario : Roy Williams, Dick Kinney
- Animateur :  Bob Carlson, Al Coe, Jack Parr
- Styliste couleur : Eyvind Earle
- Conception des personnages : Xavier Atencio
- Musique originale : George Bruns
- Producteur : Walt Disney
- Société de production : Walt Disney Productions
- Distributeur : Buena Vista Film Distribution Company
- Date de sortie : 18 juillet 1956
- Format d'image : Couleur (Technicolor)
- Son : Mono (RCA Photophone)
- Durée : inconnue
- Langue : (en)
- Pays :  États-Unis